# 南岭国家级自然保护区
广东南岭国家级自然保护区，简称南岭保护区，位于广东省韶关市的乳源瑶族自治县、乐昌市和清远市的阳山县、连州市境内。1993年，广东省政府将五个省级自然保护区合并申请为国家级自然保护区，中国国务院于1993年12月批准。为综合性自然保护区，是广东省境内面积最大的国家级自然保护区。
保护区属南岭山脉中段，地质构造上属华南褶皱带的一部分。南北宽约38公里，东西长约43公里，总面积5.84万公顷。中国学者将其归为以亚热带常绿阔叶林和珍稀濒危动植物及其栖息地为保护对象的森林生态类型保护区。
位于韶关市乳源瑶族自治县的南岭国家级自然保护区八宝山管理处辖区与南岭国家森林公园、乳阳国有林场（属乳阳林业局）为同一处山地，面积约46万亩左右。